# Basilianus birmanicus
Basilianus birmanicus es una especie de coleóptero de la familia Passalidae.

## Distribución geográfica
Habita en Birmania.